# Alkaline Trio/Hot Water Music
Alkaline Trio / Hot Water Music é um EP slipt da banda de punk rock de Chicago Alkaline Trio e da banda de punk rock de Gainesville, Flórida, Hot Water Music, lançado em 22 de Janeiro de 2002 pela Jade Tree Records. Em adição ao novo material, o EP contém cada banda fazendo um cover de uma música da outra banda, com Alkaline Trio fazendo cover da música "Rooftops" do Hot Water Music (de No Division) e Hot Water Music fazendo o cover da música "Radio" do Alkaline Trio (de Maybe I'll Catch Fire) e "Bleeder" (de I Lied My Face Off). É o primeiro trabalho do Alkaline Trio com o baterista Derek Grant, que substituiu o baterista anterior Mike Felumlee em 2001.
As duas bandas, mais tarde, relançaram as músicas do EP em coletâneas, com as músicas do Alkaline Trio aparecendo no álbum Remains em 2007 e as músicas do Hot Water Music aparecendo em Till the Wheels Fall Off em 2008.

## Recepção
A recepção da crítica do EP foi positiva, com Kevin Hoskins do Allmusic elogiando "Queen of Pain" do Alkaline Trio e "God Deciding" do Hot Water Music como representante do melhor trabalho de cada banda, especificamente elogiando o trabalho do baterista George Rebelo. Jason Thompson do PopMatters elogiou mais as faixas do Alkaline Trio do que as do Hot Water Music, preferindo a voz de Matt Skiba do que a de Chuck Ragan e realçou ainda que "Os vocais dos dois são cheios de saliva, variando entre a calma e a agressividade, e a banda que possui melhor qualidade foi o Alkaline Trio".

## Faixas
| N.º | Título                                        | Duração |  |
| 1.  | "Queen of Pain"                               | 3:57    |  |
| 2.  | "While You're Waiting"                        | 4:07    |  |
| 3.  | "Rooftops" (originalmente de Hot Water Music) | 2:15    |  |

| N.º | Título                                     | Duração |  |
| 4.  | "'God Deciding'"                           | 2:37    |  |
| 5.  | "Russian Roulette"                         | 3:25    |  |
| 6.  | "Radio" (originalmente de Alkaline Trio)   | 2:15    |  |
| 7.  | "Bleeder" (originalmente de Alkaline Trio) | 3:13    |  |

## Envolvidos

### Alkaline Trio
- Matt Skiba – guitarra, vocais
- Dan Andriano – baixo, vocais
- Derek Grant – bateria

### Hot Water Music
- Chuck Ragan - guitarra, vocais
- Chris Wollard - guitarra, vocais
- Jason Black - baixo
- George Rebelo - bateria